# Yuppie
 (mai 2025).
Si vous disposez d'ouvrages ou d'articles de référence ou si vous connaissez des sites web de qualité traitant du thème abordé ici, merci de compléter l'article en donnant les références utiles à sa vérifiabilité et en les liant à la section « Notes et références ».
Yuppie est l'acronyme de Young Urban Professional, terme anglophone définissant les jeunes cadres et entrepreneurs de haut niveau, évoluant dans les milieux du commerce international et de la haute finance, et habitant le cœur de grandes métropoles.

## Histoire
Le terme yuppie a été inventé dans les années 1980. Sa paternité est attribuée sans certitude à plusieurs sociologues, dont Peter York (en). Forgé initialement afin de décrire une population inédite, qui défrayait le schéma générationnel classique en termes de pouvoir, visibilité et poids économique, « yuppie » devient vite un terme péjoratif (à l'instar de « bobo »), désignant les jeunes ambitieux cyniques, faire-valoir du capitalisme dans sa version la plus inégalitaire, obsédés par l'argent et la réussite, amoraux, matérialistes à l'extrême. Un terme équivalent, qui contient aussi la connotation années 1980 de yuppie, serait en France la figure du golden boy ou du jeune cadre dynamique.
D'autres acronymes ont été déclinés à partir de yuppie :
- buppie, pour Black Urban Professional
- guppie, pour Gay Urban Professional
- yipster, pour yuppie + hipster